# Blake Cooper
Blake Cooper (Atlanta, Georgia; 10 de octubre de 2001) es un actor estadounidense, más conocido por su rol de Chuck en The Maze Runner.
Nacido en una pequeña granja de animales, creció como un boy scout y muy familiarizado con el entrenamiento de animales.

## Filmografía

### Televisión
| Año  | Título            | Rol            | Notas |
| ---- | ----------------- | -------------- | ----- |
| 2012 | Parental guidance | Estudiante     |       |
| 2014 | Prosper           | Micah Stubaker |       |
| 2014 | The Maze Runner   | Chuck          |       |
| 2016 | The Late Bloomer  | Josh           |       |

| Año  | Título              | Rol                  | Notas      |
| ---- | ------------------- | -------------------- | ---------- |
| 2012 | The Game            | niño                 | 1 episodio |
| 2012 | Necessary Roughness | Ethan                | 1 episodio |
| 2012 | It's Supernatural   | Shane Warren (joven) | 1 episodio |